# Bagnoli Irpino
Bagnoli Irpino – miejscowość i gmina we Włoszech, w regionie Kampania, w prowincji Avellino.
Według danych na 1 stycznia 2022 roku gminę zamieszkiwało 2991 osób (1488 mężczyzn i 1503 kobiety).